# 에스펜 산베르그
에스펜 산베르그(노르웨이어: Espen Sandberg, 1971년 6월 2일 ~ )는 노르웨이의 영화 감독으로, 주로 같은 사네피오르 출신의 친구 요아킴 뢴닝과 콤비를 이루어 활동한다. 2006년 뤼크 베송이 제작하고, 페넬로페 크루스와 살마 아예크가 주연한 《반디다스》로 데뷔하였다. 2012년작 《콘티키: 위대한 항해》는 아카데미 외국어 영화상 후보에 올랐다. 그리고 2017년 개봉하는 《캐리비안의 해적: 죽은 자는 말이 없다》의 감독으로 기용되었다.

## 연출 작품 목록
- 밴디다스 (2006)
- 막스 마누스 (2008)
- 콘티키: 위대한 항해 (2012)
- 마르코 폴로 (2014) [1-2화 감독]
- 캐리비안의 해적: 죽은 자는 말이 없다 (2017)